# 삼천포초등학교
삼천포초등학교는 대한민국 경상남도 사천시 선구동에 있는 공립 초등학교이다.

## 역사
- 1905년 4월 3일 사립 광명의숙 설립
- 1917년 3월 12일 삼천포공립보통학교(4년제) 개교
- 1923년 4월 1일 6년제로 개편
- 1938년 4월 1일 삼천포일출공립심상소학교 (교명 변경)[1]
- 1941년 4월 1일 삼천포일출공립국민학교 (교명 변경)[2]
- 1946년 4월 30일 삼천포수남공립국민학교 (교명 변경)
- 1948년 9월 1일 삼천포공립국민학교 (교명 변경)
- 1950년 6월 1일 삼천포국민학교 (교명 변경)[3]
- 1960년 12월 10일 강당 준공(150평)
- 1996년 3월 1일 삼천포초등학교로 개칭[4]
- 1996년 9월 1일 신도분교장 편입
- 2005년 3월 12일 개교 100주년 기념행사 실시
- 2006년 3월 1일 늑도분교장 폐교
- 2010년 3월 1일 신수도분교장 편입
- 2013년 2월 28일 신도분교장 폐교
- 2020년 2월 14일 제101회 졸업장 수여식(37명, 졸업생 21,804명)
- 2020년 3월 1일 제33대 구제공 교장 부임
- 2021년 2월 16일 제102회 졸업장 수여식(31명, 졸업생 21,835명)
- 2023년 2월 28일 신수도분교장 폐교

## 상징
- 교화 - 동백 : 동백은 사계절을 통해 반질반질 운이 나는 짙푸른 잎새로 푸르름을 지니면서 한겨울에서 이른 봄에 그 푸른 잎 사이로 붉은 꽃을 내민다. 동백꽃은 착한 인간혼의 헌신으로 전설적 신비성을 지니고 있다. 불굴의 창조정신을 상징하며 흰색은 청초한 백의 민족의 경건성을 의미하고 붉은 색은 뜨거운 사랑을 의미한다.
- 교목 - 느티나무 : 규목이라고도 부르는 느티나무는 산기슭이나 골짜기 또는 마을 부근의 흙이 깊고 진땅에서도 잘 자란다. 굵은 가지는 갈리지며, 나무 껍질은 회백색이고 늙은 나무에서는 비늘처럼 떨어진다. 피목은 옆으로 길어지고, 어린 가지에 잔털이 빽빽이 있다.(본교의 교목은 본래 팽나무였으나 태풍으로 고사하고, 2003년 3월 느티나무로 지정)

## 참고 자료
- 삼천포초등학교 - 한국교육학술정보원 학교알리미